# Campeonato Mundial de Esgrima de 1991
O Campeonato Mundial de Esgrima de 1991 foi a 54ª edição do torneio organizado pela Federação Internacional de Esgrima (FIE) entre 13 de junho a 23 de junho de 1991. O evento foi realizado em Budapeste, Hungria. 

## Resultados
Os resultados foram os seguintes. 
Masculino
| Evento             | Ouro | Prata | Bronze                                                                                        |
| Espada individual  | União Soviética · Andrey Shuvalov                                                                        | Alemanha · Robert Felisiak                                                                                    | União Soviética · Sergey Kostarev                                                             |
| Espada individual  | União Soviética · Andrey Shuvalov                                                                        | Alemanha · Robert Felisiak                                                                                    | Hungria · Iván Kovács                                                                         |
| Espada por equipe  | União Soviética · Andrey Shuvalov · Serguei Kostarev · Serhiy Kravchuk · Kaido Kaaberma · Pavel Kolobkov | França · Éric Srecki · Robert Leroux · Olivier Lenglet · Hervé Faget · Jean-Michel Henry                      | Alemanha · Robert Felisiak · Marius Strzalka · Arnd Schmitt · Elmar Borrmann · Uwe Proske     |
| Florete individual | Alemanha · Ingo Weissenborn                                                                              | Alemanha · Thorsten Weidner                                                                                   | França · Laurent Bel                                                                          |
| Florete individual | Alemanha · Ingo Weissenborn                                                                              | Alemanha · Thorsten Weidner                                                                                   | França · Youssef Hocine                                                                       |
| Florete por equipe | Cuba · Elvis Gregory Gil · Oscar Garcia · Tulio Diaz · Guillermo Betancourt · Rolando Tucker             | Alemanha · Ingo Weissenborn · Thorsten Weidner · Udo Wagner · Ulrich Schreck · Uwe Römer                      | França · Laurent Bel · Youssef Hocine · Philippe Omnes · Patrice Lhotellier · Olivier Lambert |
| Sabre individual   | União Soviética · Grigory Kiriyenko                                                                      | Hungria · Péter Abay                                                                                          | Hungria · György Nébald                                                                       |
| Sabre individual   | União Soviética · Grigory Kiriyenko                                                                      | Hungria · Péter Abay                                                                                          | União Soviética · Vadim Gutzeit                                                               |
| Sabre por equipe   | Hungria · Péter Abay · György Nébald · Bence Szabó · Csaba Köves · Imre Bujdosó                          | União Soviética · Grigory Kiriyenko · Vadim Gutzeit · Aleksandr Shirshov · Sergei Bogoslowski · Andrey Alshan | Alemanha · Felix Becker · Jacek Huchwajda · Jürgen Nolte · Jörg Kempenich · Frank Bleckmann   |

Feminino
| Evento             | Ouro | Prata | Bronze |
| Espada individual  | Hungria · Mariann Horváth                                                                                          | Alemanha · Eva-Maria Ittner                                                                               | União Soviética · Oksana Yermakova                                                                              |
| Espada individual  | Hungria · Mariann Horváth                                                                                          | Alemanha · Eva-Maria Ittner                                                                               | Hungria · Marina Várkonyi                                                                                       |
| Espada por equipe  | Hungria · Mariann Horváth · Marina Várkonyi · Zsuzsanna Szőcs · Ariane De Kezel · Adrienne Hormay · Gyöngyi Szalay | França · Marie Hauterville · Brigitte Benon · Valérie Devaux · Valérie Barlois · Florence Topin           | União Soviética · Oksana Yermakova · Maria Mazina · Viktoria Titova · Elcate Lebedeva-Gorskai · Yuliya Garayeva |
| Florete individual | Itália · Giovanna Trillini                                                                                         | Roménia · Claudia Grigorescu                                                                              | Alemanha · Sabine Bau                                                                                           |
| Florete individual | Itália · Giovanna Trillini                                                                                         | Roménia · Claudia Grigorescu                                                                              | União Soviética · Tatiana Sadovskaia                                                                            |
| Florete por equipe | Itália · Giovanna Trillini · Dorina Vaccaroni · Francesca Bortolozzi · Diana Bianchedi · Margherita Zalaffi        | União Soviética · Tatyana Sadovskaya · Olga Velichko · Yelena Glikina · Olga Sidorova · Tatiana Napalkova | Alemanha · Sabine Bau · Zita Funkenhauser · Rosalia Huszti · Annette Dobmeier · Anja Fichtel                    |

## Quadro de medalhas
País sede
| Ordem | País            | Medalha de ouro | Medalha de prata | Medalha de bronze |    |
| ----- | --------------- | --------------- | ---------------- | ----------------- | -- |
| 1     | União Soviética | 3               | 2                | 5                 | 10 |
| 2     | Hungria         | 3               | 1                | 3                 | 7  |
| 3     | Itália          | 2               |                  |                   | 2  |
| 4     | Alemanha        | 1               | 4                | 4                 | 9  |
| 5     | Cuba            | 1               |                  |                   | 1  |
| 6     | França          |                 | 2                | 3                 | 5  |
| 7     | Roménia         |                 | 1                |                   | 1  |
| TOTAL | TOTAL           | 10              | 10               | 15                | 35 |